# Oxyomus bremeri
Oxyomus bremeri är en skalbaggsart som beskrevs av Zdzisława Stebnicka 1981. Oxyomus bremeri ingår i släktet Oxyomus och familjen Aphodiidae. Inga underarter finns listade i Catalogue of Life.